# Coelinidea mahackemoi
Coelinidea mahackemoi är en stekelart som först beskrevs av Henry Lorenz Viereck 1917.  Coelinidea mahackemoi ingår i släktet Coelinidea och familjen bracksteklar. Inga underarter finns listade i Catalogue of Life.